# Princesse Marie Dolgorouky
'Princesse Marie Dolgorouky' est un cultivar de rosier obtenu en 1878 par le rosiériste lyonnais Jean-Marie Gonod,. Il est issu d'un semis de la variété 'Anna de Diesbach' (Lacharme, 1858).

## Description

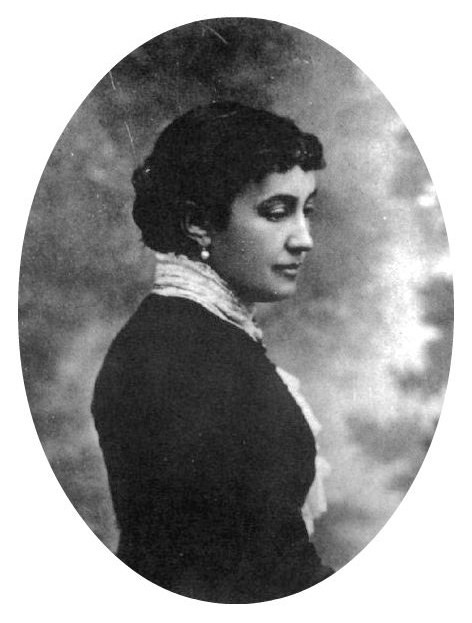
Portrait de la princesse Dolgorouky peu après la disparition de son premier époux.

Cet hybride remontant rend hommage à une princesse russe membre de l'illustre famille Dolgorouky, la princesse Marie Sergueïevna Dolgorouky (1846-1936) épouse en premières noces de son cousin, le prince Alexandre Vassiliévitch Dolgorouky, qui meurt en 1876 à l'âge de 37 ans, et en secondes noces en 1897 du comte Paul von Benckendorff, général de cavalerie et Hofmarschal à la Cour. Elle fut nommée dame d'honneur de l'impératrice Alexandra Féodorovna et passait de longs séjours en France, où elle s'installa en exil après la Révolution,  à Nice en 1921 (après un exil en Estonie où son mari mourut en 1921). La princesse s'éteignit dans le dénuement seule à Nice, ses deux fils de son premier mariage ayant été fusillés par les bolchéviques, l'un en 1918 l'autre en 1919.
La rose est de taille moyenne en forme de coupe en quartiers (17-25 pétales). Elle est d'un rose très pâle avec le revers des pétales plus foncé presque lilas, tandis que ses boutons sont rouges. Ses fleurs sont parfumées. La floraison est remontante.
Son buisson s'élève à 150 cm. Il présente un feuillage vert clair luisant. Sa zone de rusticité est de 6b à 9b ; il supporte donc les hivers rigoureux.
On peut l'admirer à l'Europa-Rosarium de Sangerhausen. Cette variété très élégante n'est plus présente dans les catalogues commerciaux.